# アクア堂島
アクア堂島（あくあどうじま、Aqua Dojima）は、大阪市北区堂島浜1丁目にあるオフィスビルである。

## 概要
19階建ての高層ビルである「アクア堂島東館」及び「アクア堂島NBFタワー」（西館）の2棟と、低層棟（飲食店舗棟）「フォンターナ」の合計3棟によって構成されている。
カーテンウォールを持つ3つの高層ビルが合体したような外観だが、実際には2つのビルに分かれている。東側1棟がアクア堂島東館で、四ツ橋筋に面する西側2棟（実際には1棟）がアクア堂島西館（NBFタワー）である。また、東棟北側に飲食店舗棟がある。
大阪まちなみ賞第18回大阪府建築士会長賞受賞。

## 所有者
在阪6社（船場産業株式会社、株式会社渡辺橋ビルディング、住友大阪セメント株式会社、関電産業株式会社、サントリー興産株式会社）の共同事業で建設された。
アクア堂島東館及びフォンターナの一部（信託受益権）は、2004年（平成16年）6月30日に日本ビルファンド投資法人（NBF）が、三井不動産が出資するSPC「レゾン・プロパティ有限会社」から取得した。NBFは、同信託受益権を2017年（平成29年）3月31日にインベスコ・オフィス・ジェイリート投資法人に譲渡している。
アクア堂島NBFタワー（西館）は、2004年（平成16年）9月30日に日本ビルファンド投資法人（NBF）がレゾン・プロパティ有限会社から信託受益権を取得した。それに伴い、2005年（平成17年）7月1日に西館の名称がそれまでの「アクア堂島大和堂島ビル」から「アクア堂島NBFタワー」に変更された。

## テナント
東館
- 飛騨産業（飛騨の家具館 大阪ショールーム）
- アドソル日進関西支社
- サンユインダストリアル本社
- （旧MID都市開発本社）
- （フジテレビジョン関西支社（現在はブリーゼタワーに移転している））

西館（NBFタワー）
- 野村総合研究所（NRI）大阪開発センター/コンサルティング事業本部大阪オフィス
- テレビ東京関西支社
- マッキャンエリクソン大阪支社
- 札幌テレビ放送大阪支社
- TVQ九州放送大阪支社
- 弁護士法人きっかわ法律事務所
- 弁護士法人マーキュリー・ジェネラル
- JRA関西広報室

飲食店舗棟

## 交通機関
- Osaka Metro四つ橋線 肥後橋駅 約200m、徒歩3分
- 京阪中之島線 渡辺橋駅 約200m、徒歩3分
- JR東西線 北新地駅 約500m、徒歩6分
- JR 大阪駅 約800m、徒歩10分